# 女っ気なし
『女っ気なし』（おんなっけなし、Un monde sans femmes）は、2011年のフランスの短編ドラマ映画。監督はギヨーム・ブラック、出演はヴァンサン・マケーニュとロール・カラミーなど。ブラック監督のデビュー作である短編映画『遭難者』（2009年）に登場した男性シルヴァンを主人公にしている。
2011年4月に開催されたブリーヴ映画祭で初上映され、ヨーロッパグランプリを受賞している。
日本では2013年6月に開催されたフランス映画祭2013で上映された後、同年11月から『遭難者』との併映で劇場公開された。

## ストーリー
独身の中年男シルヴァン（ヴァンサン・マケーニュ）は海沿いの町オルトで暮らしている。ある夏、一組の母娘がヴァカンスで町を訪れる。

## キャスト
- シルヴァン: ヴァンサン・マケーニュ
- パトリシア: ロール・カラミー（フランス語版）
- ジュリエット: コンスタンス・ルソー
- シルヴァンの父親: ベルナール・メネズ

## 評価
本国フランスではロングラン・ヒットし、批評家から好意的な評価を受けた。アロシネによれば、フランスの16のメディアによる評価の平均点は5点満点中3.8点である。藤井仁子は「ギヨーム・ブラックの登場は、たんに最近の注目すべき話題であるばかりか、この何十年というスパンでフランス映画界に絶えて久しかった事件であると少しの迷いもなく断言する」と絶賛した。恩田泰子は本作が「忘れられて生きるものの切なさ」と「忘れて生きるものの後ろめたさ」の両方を感じさせると述べた。増田景子は、エリック・ロメールの作品が「ヴァカンス」を描くのに対して、『女っ気なし』はヴァカンスをもてなす人間の「日常」を描いている、と指摘した。